# یوکای خنجر اسپانیایی
خنجر بزرگ اسپانیایی (نام علمی: Yucca carnerosana) نام یک گونه از سرده زنگوله‌ای است.